# Яндекс.Метрика
Яндекс.Метрика е безплатна услуга, предоставяна от „Яндекс“, за изготвяне на отчети и извличане на статистически данни относно ползването на ресурси в интернет.

## Описание
Услугата става общодостъпна през 2009 г., през 2013 г. е пуснат модул за мобилни приложения, а към февруари 2023 г. това е четвъртата най-използвана система за отчети в интернет пространството.
Освен че е осигурено безпроблемно взаимодействие с други приложения, големите количества данни, които се събират, могат да бъдат съхранени и в системата за управление на бази данни, която компанията е разработила – ClickHouse.